# Mail Boxes Etc.
Mail Boxes Etc. (MBE) é uma empresa de serviços de embalagem e remessa, suporte logístico e publicidade. A MBE foi fundada nos Estados Unidos na década de 80, mas atualmente possui sede em Milão, Itália.

## História
A Mail Boxes Etc. foi fundada nos Estados Unidos em 1980 por Gerald Aul, Pat Senn e Robert Diais. No ano 2000, a MBE havia se expandido para incluir 4.000 locais em todo o mundo. A empresa opera uma rede de centros de varejo que fornecem serviços de embalagem e remessa, suporte logístico e publicidade para clientes empresariais e particulares.
Em 2001, a United Parcel Service (UPS) adquiriu localizações nos Estados Unidos e Canadá. Em 7 de abril de 2003, a UPS começou a converter os 3.000 locais da Mail Boxes Etc. na América do Norte em lojas UPS e a oferecer taxas de envio mais baixas, com uma redução média de cerca de 20%.
Em 2009, a MBE Worldwide foi criada. A rede expandiu-se posteriormente para toda a Europa Ocidental, estabelecendo uma presença direta na França em 2012, na Polônia em 2014, no Reino Unido e na República da Irlanda em 2021. Em 31 de dezembro de 2016, a MBE Worldwide tinha quase 1.600 lojas em 30 países, com vendas totais de € 427 milhões em 2016.